# Hervé Lemonnier
Pour les articles homonymes, voir Lemonnier.
Hervé Lemonnier, né le 9 janvier 1947 à Lisieux dans le Calvados et originaire de Livarot, plus connu sous son pseudonyme « Knapick » dans le sport automobile, est un pilote français de rallycross, de rallye et de courses sur glace du Trophée Andros. 

## Biographie
Hervé Lemonnier commence sa carrière en sport automobile en s’engageant au Rallye de la Côte Fleurie en 1966 avec son père Gilbert, un paysan livarotais qui lui a transmis le virus. À partir de 1969, il commence à cacher son nom de famille en participant à des compétitions sous le pseudonyme « Knapick », notamment le Rallye du Maine près de chez lui. Étant à l'époque concessionnaire de machines agricoles, il choisit la marque de remorques Knapick comme sobriquet, pour cacher à ses clients qu'il faisait partie de ces « fous de course automobile » à ses heures perdues,. L'homme d'affaires normand s'est ensuite installé en Bretagne pour fonder une concession DAF Trucks à Noyal-sur-Vilaine, près de Rennes. En 1971, il remporte le Rallye de la Côte Fleurie dans la catégorie « National » avec son copilote J-C. Hervieu, au volant d’une Renault 8 Gordini R1135, puis au classement général en 1995, avec Karine Bauge, sur BMW M3 E30. En 1977, alors qu’il est 5e du Championnat de France des rallyes, il participe au Tour de l'Île de la Réunion. À cette époque-là, il n'y avait pas encore toute la technologie actuelle qui permet de connaître tous les classements en temps réel. Un journaliste vient alors le voir et lui dit qu’il est le plus rapide, ce qu’il n'aurais jamais imaginé. Knapick remporte finalement l'épreuve avec une voiture bien moins puissante que celles des autres.
En 2013, Knapick fait débuter Sébastien Loeb en rallycross au sein de son écurie lors de l’épreuve de Lohéac en Ille-et-Vilaine. Le nonuple champion du monde des rallyes WRC a ainsi découvert cette discipline au volant d’une Citroën DS3 de 600 chevaux, préparée en engagée par le vétéran Hervé Knapick.
En 2016, Hervé Lemonnier fête ses 50 ans dans la course automobile. Ses deux filles, Marie-Laure Lemonnier-Peu (mariée au Champion de France de Rallycross 2011 Samuel Peu) et Anne-Sophie de Ganay (née Lemmonier), sont également devenues des pilotes de rallycross et de course sur glace à succès. Le pilote de rallye français Xavier Lemonnier est son neveu.

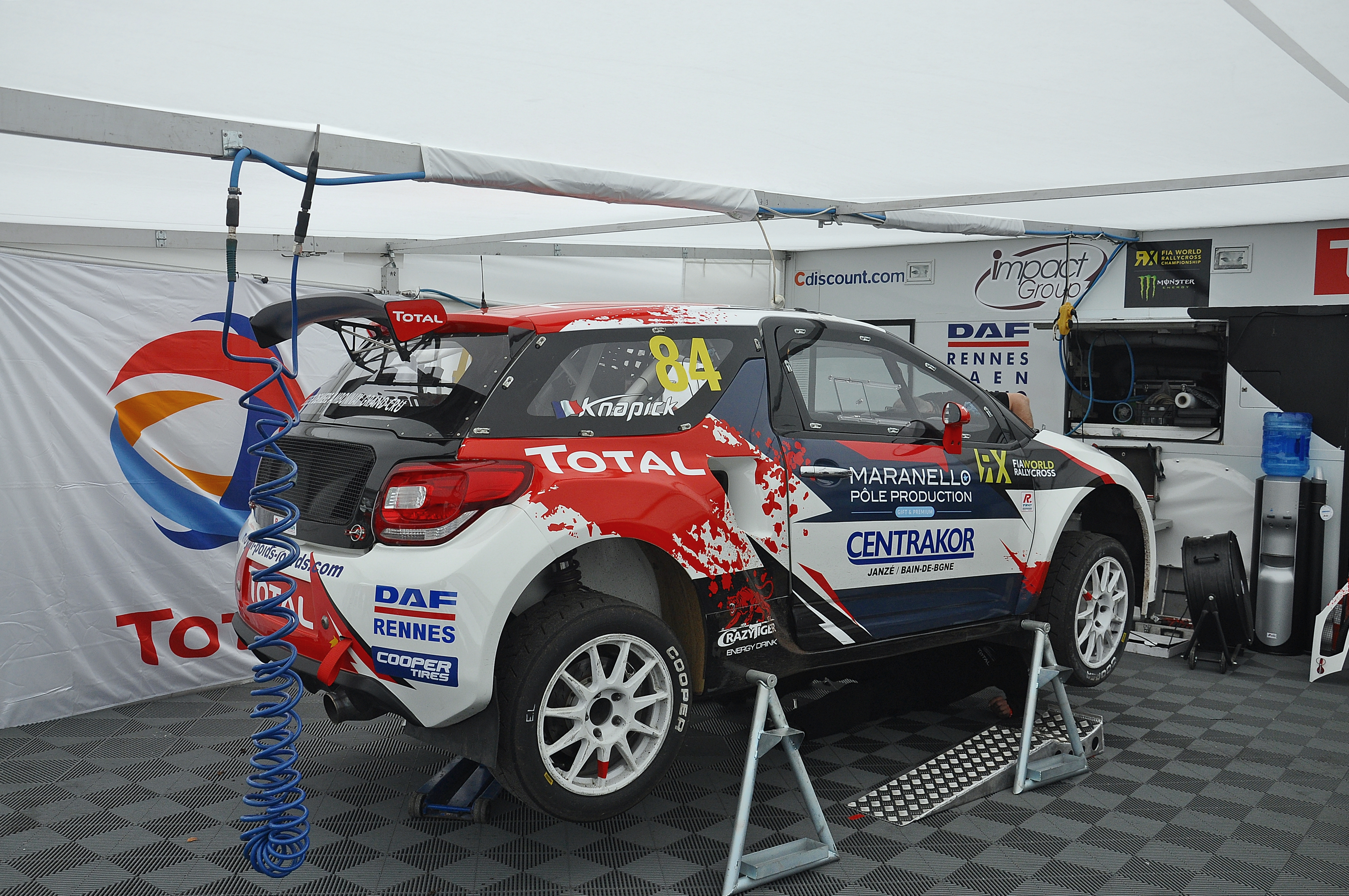
La DS3 de Knapick lors de l’épreuve barcelonaise de Rallycross le 1er avril 2017.
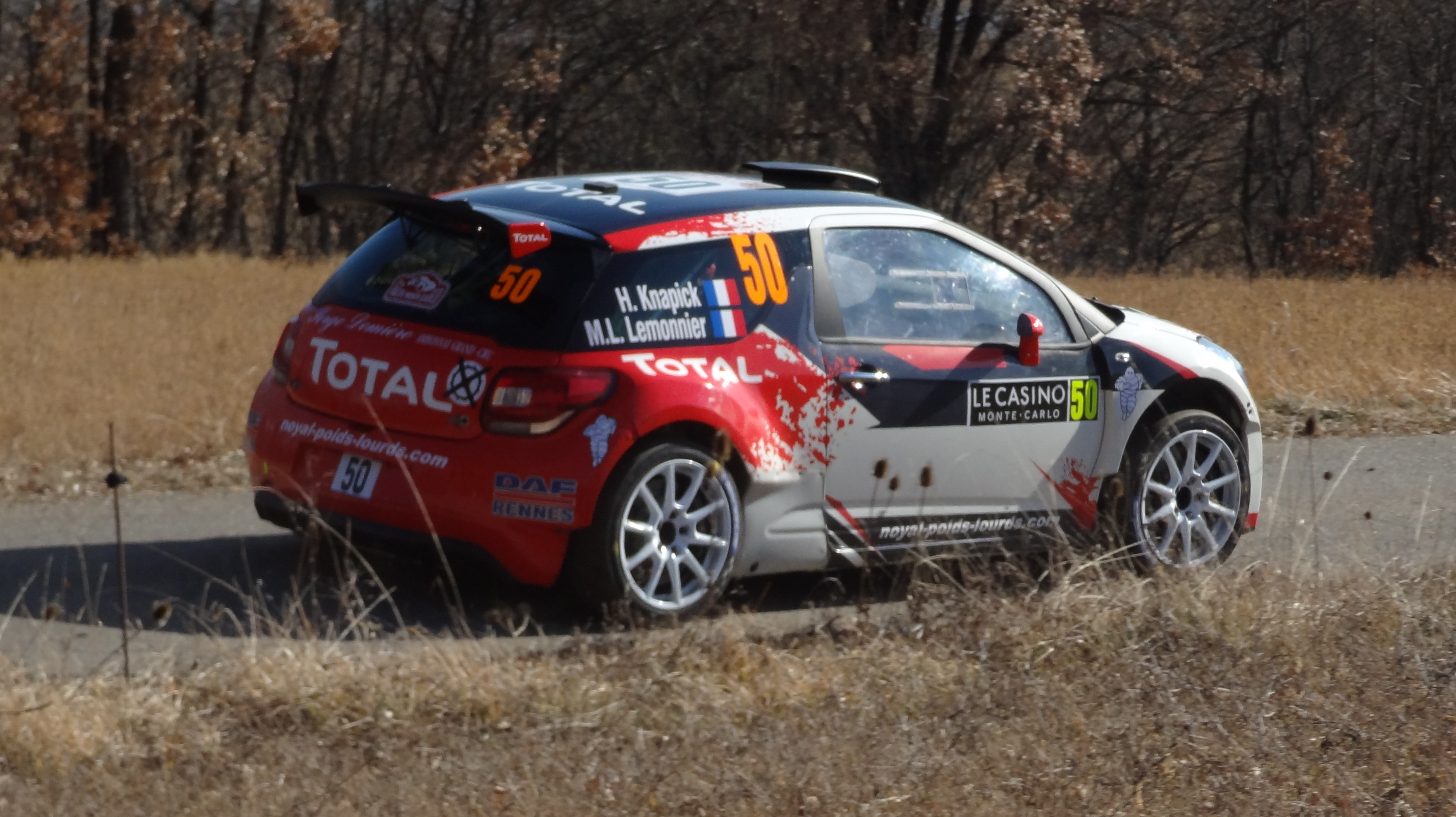
Knapick au volant d’une Citroën DS3 R5 au Rallye Monte-Carlo 2019 avec sa fille comme copilote.

## Résultats

### Résultats complets enChampionnat du monde de rallycross FIA

#### Supercar
| Année | Voiture     | 1            | 2            | 3           | 4              | 5           | 6          | 7        | 8         | 9         | 10             | 11        | 12             | 13        | WRX | Points |
| ----- | ----------- | ------------ | ------------ | ----------- | -------------- | ----------- | ---------- | -------- | --------- | --------- | -------------- | --------- | -------------- | --------- | --- | ------ |
| 2014  | Citroën DS3 | Portugal     | Royaume-Uni  | Norvège     | Finlande       | Suède       | Belgique   | Canada   | France 23 | Allemagne | Italie         | Turquie   | Argentine      |           | N/C | 0      |
| 2015  | Citroën DS3 | Portugal     | Hockenheim   | Belgique    | Royaume-Uni    | Allemagne   | Suède      | Canada   | Norvège   | France 22 | Barcelone 20   | Turquie   | Italie         | Argentine | N/C | 0      |
| 2016  | Citroën DS3 | Portugal     | Hockenheim   | Belgique    | Royaume-Uni    | Norvège     | Suède      | Canada   | France 20 | Barcelone | Lettonie       | Allemagne | Argentine      |           | 36e | 0      |
| 2017  | Citroën DS3 | Barcelone 18 | Portugal     | Hockenheim  | Belgique       | Royaume-Uni | Norvège 21 | Suède 21 | Canada    | France    | Lettonie 16    | Allemagne | Afrique du Sud |           | 25e | 1      |
| 2018  | Citroën DS3 | Barcelone 17 | Portugal     | Belgique    | Royaume-Uni 22 |             | Suède      | Canada   | France 23 | Lettonie  | États-Unis     | Allemagne | Afrique du Sud |           | 27e | 0      |
| 2019  | Citroën DS3 | Abu Dhabi    | Barcelone 18 | Belgique 16 | Royaume-Uni 15 | Norvège     | Suède      | Canada   | France    | Lettonie  | Afrique du Sud |           |                |           |     | 0      |

### Résultats complets enTrophée Andros

#### Classe Élite
| Année     | Écurie    | Voiture      | 1             | 2             | 3                  | 4                  | 5             | 6             | 7              | 8              | 9                 | 10                | 11          | 12          | 13          | Classement | Points |
| --------- | --------- | ------------ | ------------- | ------------- | ------------------ | ------------------ | ------------- | ------------- | -------------- | -------------- | ----------------- | ----------------- | ----------- | ----------- | ----------- | ---------- | ------ |
| 2015–2016 | DA Racing | Renault Clio | Val Thorens 1 | Val Thorens 2 | Pas de la Case 1 2 | Pas de la Case 2 3 | Alpe d'Huez 1 | Alpe d'Huez 2 | Isola 2000 1 4 | Isola 2000 2 8 | Lans-en-Vercors 1 | Lans-en-Vercors 2 | Super Besse | Saint-Dié 1 | Saint-Dié 2 | 14e        | 199    |